# Korwety rakietowe typu Descubierta
Korwety rakietowe typu Descubierta – seria hiszpańskich korwet budowanych w latach 70. i 80. Z dziewięciu zbudowanych jednostek w służbie pozostaje pięć, z czego dwa w hiszpańskiej marynarce służą jako okręty patrolowe. Oprócz rodzimej floty służą także w marynarce wojennej Egiptu i Maroka.

## Historia

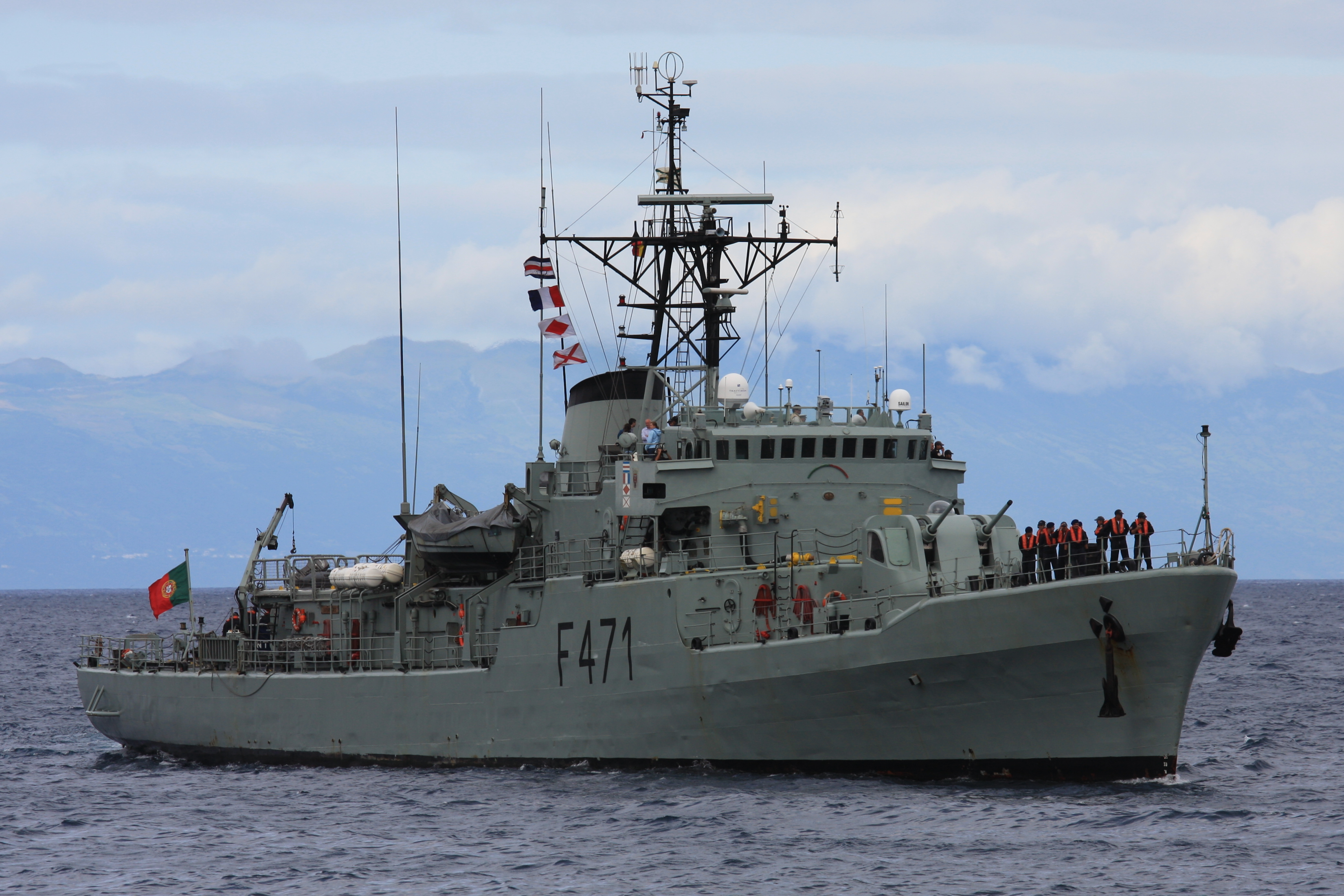
Korweta typu João Coutinho, stanowiącego podstawę późniejszego typu Descubierta.

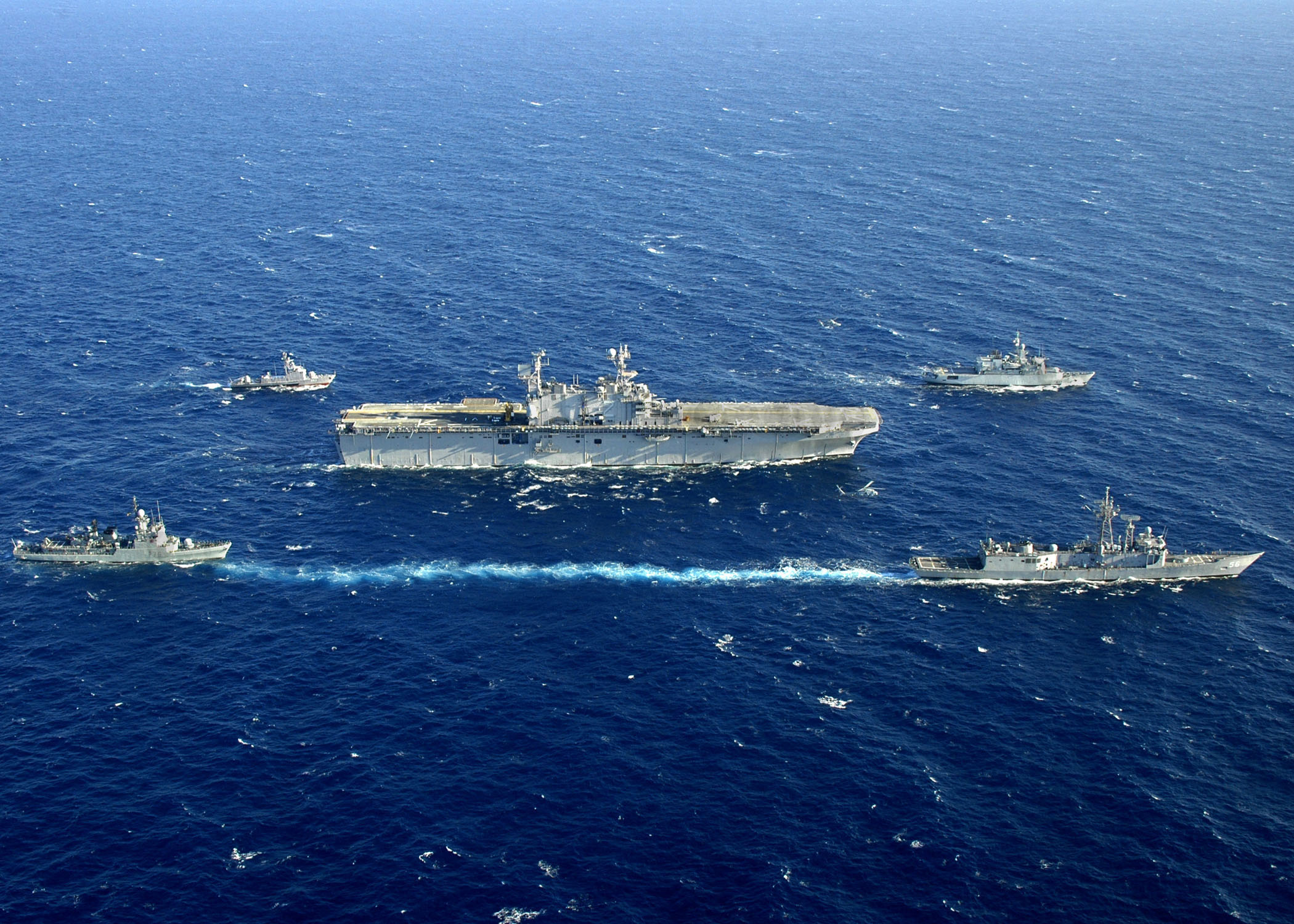
Infanta Elena wspólnie z okrętami z USA, Maroka i Algierii.

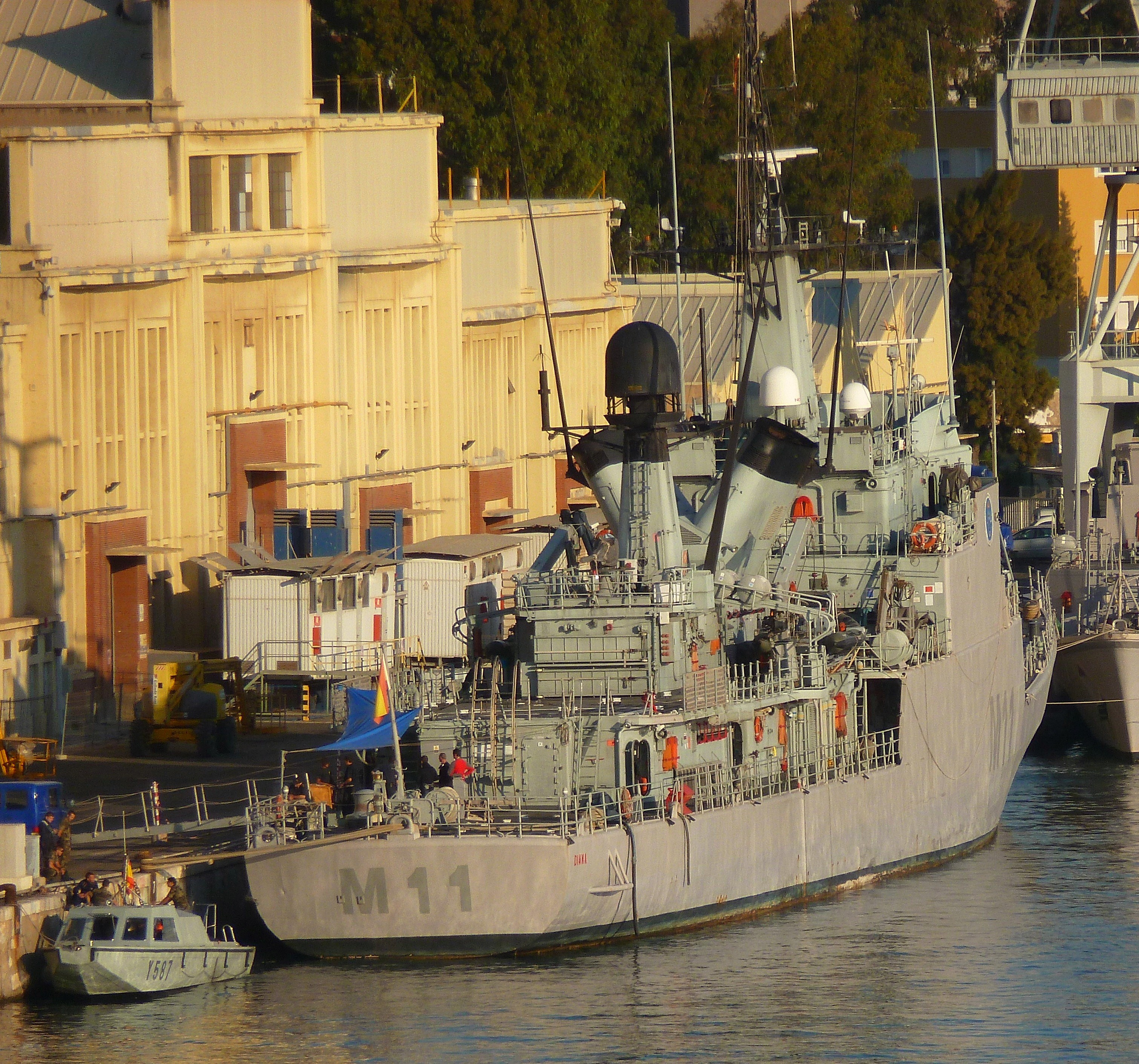
Diana już jako okręt dowodzenia siłami obrony przeciwminowej (M-11).

Korwety typu Descubierta opracowano w przedsiębiorstwie konstrukcyjnym Bazán we współpracy z niemieckim Blohm + Voss na podstawie doświadczeń z budowanymi pod koniec lat 60. dla Portugalii korwetami typu João Coutinho. Descubierty są od nich nieznacznie większe i dużo silniej uzbrojone. Pierwsza jednostka tego typu (Descubierta) trafiła do służby w listopadzie 1978 roku, ostatnia (Vencedora) – w marcu roku 1982.
Pierwotnie planowano zbudować dwanaście jednostek. Ostatecznie zbudowano ich osiem dla Hiszpanii (z czego dwie, Centinelę i Serviolę, sprzedano Egiptowi, jeszcze zanim zdążyły wejść do służby pod banderą hiszpańską) oraz jedną dla Maroka.

## Przebieg służby
Niektóre hiszpańskie korwety brały udział w działaniach sił koalicji przeciwko Irakowi na wodach Morza Czerwonego w trakcie operacji Pustynna Burza. Infanta Elena uczestniczyła też w bezkrwawym starciu z Marokiem w 2002 roku (kryzys na wyspie Perejil). W następnych latach wykorzystywano je do zwalczania piractwa opodal wybrzeży Somalii. W ramach operacji Atalanta wiosną 2012 roku Infanta Elena uwolniła lankijską łódź rybacką, z kolei jesienią 2010 roku Infanta Cristina została ostrzelana z porwanego statku MV Izumi, co stanowiło pierwszy atak piratów na okręt EU NAVFOR wykonujący misję eskortową.
Na przełomie XX i XXI wieku starzejącym się jednostkom wyznaczono nowe zadania. Korwetę Diana (F-32) poddano w roku 2000 przebudowie (zmniejszenie uzbrojenia, rozbudowa środków łączności), po której została przeklasyfikowana na okręt dowodzenia siłami obrony przeciwminowej. Pozostałe cztery korwety – Infanta Elena (F-33), Infanta Cristina (F-34), Cazadora (F-35) i Vencedora (F-36) – w latach 2004–2005 przebudowano i sklasyfikowano jako patrolowce. 
Dotychczas jedyną korwetą, której służba dobiegła już końca, jest Descubierta, w 2009 roku skreślona ze stanu floty i oddana na złom. Cztery patrolowce mają być w najbliższych latach zastąpione wprowadzanymi od 2011 roku patrolowcami budowanymi według koncepcji Buque de Acción Marítima (typ Meteoro).

## Opis konstrukcji
Korwety typu Descubierta okazały się udanymi jednostkami przybrzeżnymi, lecz brakowało im dzielności morskiej do działań oceanicznych. Otrzymały też stosunkowo silne i wszechstronne uzbrojenie:
- Armata automatyczna OTO Melara 76mm/62
- wyrzutnia pocisków rakietowych woda-powietrze RIM-7 Sea Sparrow
- wyrzutnia torped ZOP 375 mm
- 6 × wyrzutnia torped ZOP 324 mm
- 4 × Przeciwokrętowy pocisk Harpoon
- 1 × Armata automatyczna Oerlikon 20 mm
- 2 × Karabin maszynowy Browning M2

Diana po przebudowie zachowała jedynie uzbrojenie artyleryjskie i strzeleckie. W przypadku pozostałych korwet wyrzutnie sea sparrowów i harpoonów wprawdzie również zdemontowano, lecz te drugie wciąż mogą być na powrót zainstalowane. Przebudowa wiązała się także z ograniczeniem liczebności załogi – z 89 osób spadła do 73 w przypadku Diany i do 64 na patrolowcach.
Napęd stanowią cztery maszyny dieslowskie o łącznej mocy 16 000 koni mechanicznych przekazywanej na dwie śruby, które rozpędzają okręt do maksymalnie 25 węzłów.

## Lista jednostek
| Państwo   | Numer     | Nazwa            | Stocznia          | Wodowanie            | Wejście do służby    | Skreślenie ze stanu | Uwagi                                      | Zdjęcie |
| --------- | --------- | ---------------- | ----------------- | -------------------- | -------------------- | ------------------- | ------------------------------------------ | ------- |
| Hiszpania | F-31 P-75 | Descubierta      | Bazán (Kartagena) | 8 lipca 1975         | 18 listopada 1978    | 30 czerwca 2009     | Zezłomowana                                |         |
| Hiszpania | F-32 M-11 | Diana            | Bazán (Kartagena) | 26 stycznia 1976     | 30 stycznia 1979     | 27 maja 2015        | Wycofanie                                  |         |
| Hiszpania | F-33 P-76 | Infanta Elena    | Bazán (Kartagena) | 14 września 1976     | 12 kwietnia 1980     | W służbie           | Przeklasyfikowana na patrolowiec           |         |
| Hiszpania | F-34 P-77 | Infanta Cristina | Bazán (Kartagena) | 8 lipca 1976         | 24 listopada 1980    | W służbie           | Przeklasyfikowana na patrolowiec           |         |
| Hiszpania | F-35 P-78 | Cazadora         | Bazán (Ferrol)    | 17 października 1978 | 20 lipca 1981        | 26 kwietnia 2018    | Przeklasyfikowana na patrolowiec, wycofany |         |
| Hiszpania | F-36 P-79 | Vencedora        | Bazán (Ferrol)    | 27 kwietnia 1979     | 27 marca 1982        | styczeń 2017        | Przeklasyfikowana na patrolowiec, wycofany |         |
| Hiszpania | F-37      | Centinela        | Bazán (Ferrol)    | 8 października 1979  | Nie weszła do służby | –                   | Sprzedana Egiptowi                         |         |
| Hiszpania | F-38      | Serviola         | Bazán (Ferrol)    | 18 sierpnia 1980     | Nie weszła do służby | –                   | Sprzedana Egiptowi                         |         |
| Egipt     | F-941     | Suez             | Bazán (Ferrol)    | 8 października 1979  | 28 lutego 1984       | W służbie           | Ex-Centinela (F-37)                        |         |
| Egipt     | F-946     | Abukir           | Bazán (Ferrol)    | 18 sierpnia 1980     | 31 lipca 1984        | W służbie           | Ex-Serviola (F-38)                         |         |
| Maroko    | F-501     | Errahmani        | Bazán (Ferrol)    | 26 lutego 1982       | 28 marca 1983        | W służbie           |                                            |         |